# A Nesle-torony botránya

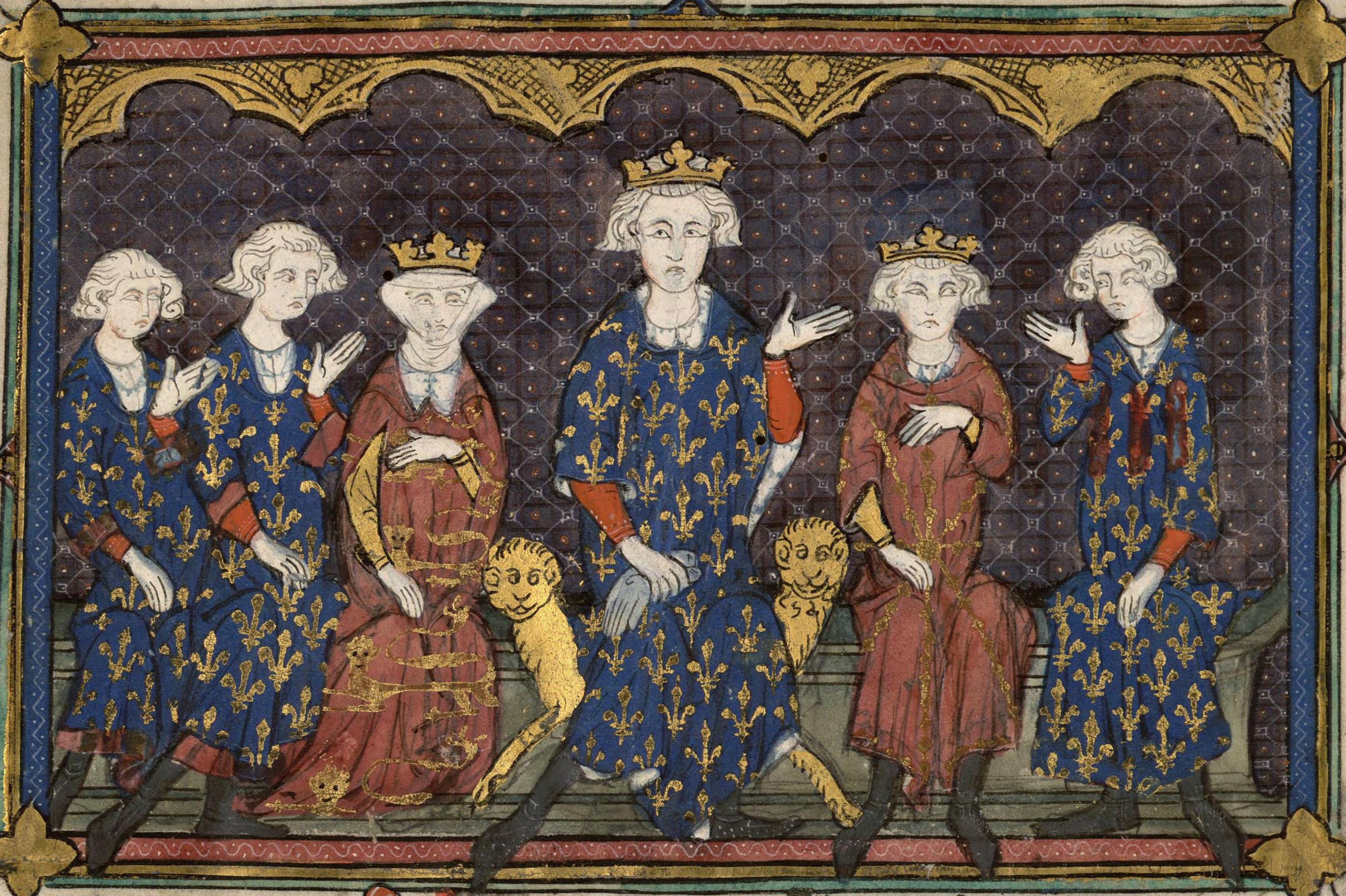
Az 1315-ben készült képen láthatók a botrány főszereplői. Középen IV. Fülöp francia király, balról jobbra: a fiai, Károly és Fülöp, a lánya, Izabella, Lajos, és végül Charles de Valois

A Nesle-torony botránya a francia királyi családot érintő 1314-es botrány, amelyben Burgundi Margit, Burgundi Johanna és Burgundi Blanka (mindhárman IV. Fülöp francia király menyei) házasságtöréssel lettek megvádolva. A vádakat a közvélekedés szerint Fülöp lánya, Izabella fogalmazta meg. Az afférra a párizsi Nesle-toronyban kerülhetett sor. Következményeként a hercegnők szeretőit megkínozták és kivégezték, a hercegnőket pedig bebörtönözték. Hosszabb távú következménye volt az esetnek a Capetingek kihalása és a százéves háború kitörése.

## Háttere
A botrány IV. (Szép) Fülöp uralkodásának vége felé robbant ki. Az uralkodót jóképűsége mellett érzéketlen embernek is tartották, Bernard Saisset, Pamiers püspöke, aki szembenállt vele, egyenesen azt mondta, hogy "se nem ember, se nem bestia, hanem egy szobor". A modern történészek vélekedése szerint a keresztény uralkodó mintaképe volt, aki híján volt a "test gyengeségeinek". Uralkodása alatt igyekezett felépíteni a francia korona hatalmát és presztízsét, melynek során új bevételekre tett szert, új kormányzati intézményeket hozott létre, háborút viselt a riválisai ellen, sőt még az egyház mindenhatóságát is kihívta. Nem sokkal a botrány előtt történt, hogy Fülöp felszámolta a templomos lovagrendet. 1314-re azonban ezen intézkedéseinek is meglett a böjtje: túlköltekezett, ráadásul a belpolitikai viszályok is felerősödtek, amelyek már előszelei voltak a királyi hatalom lassú meggyengülésének.

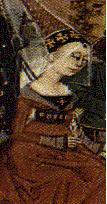
Izabella, aki leleplezte sógornői házasságtörését

IV. Fülöpnek három fia volt: Lajos, Fülöp és Károly. A kor szokásainak megfelelően mindhármukat politikai célok mentén házasította ki. Fülöp eredetileg azt szerette volna, ha Lajos felesége Johanna, IV. Ottó burgundi gróf lánya lett volna. Helyette végül Margitot választotta, II.Róbert burgundi herceg lányát, akit Lajos 1305-ben vett el. Johanna végül Fülöp felesége lett 1307-ben, Károly pedig Ottó másik lányát, Blankát vette el 1308-ban.
A három házasság kifutása más és más volt. Lajos házassága boldogtalan volt: a Civakodó névre is hallgató herceg szívesebben múlatta az időt teniszezéssel ahelyett, hogy a feleségével lett volna. A merev és prűd Károly konzervatív módon állt a saját házasságához. Fülöp és Johanna kapcsolata viszont harmonikus volt: több gyermekük is született, Fülöp pedig több szerelmes levelet is írt feleségéhez.
Ezalatt IV. Fülöp kiházasította a lányát, Izabellát is: II. Eduárd angol királyhoz adta hozzá 1308-ban, azzal a céllal, hogy feloldja Angliával a Gascogne és Flandria miatti feszültségeket. Izabella házassága is boldogtalan volt, férje valószínűsíthető homoszexualitása miatt, ezért ő is az apja segítségét kérte.

## A botrány
A legtöbb beszámoló szerint a botrány 1313-ban tört ki, amikor Anglia királya és királynője Franciaországba látogattak. A látogatás során Lajos és Károly egy szatirikus bábműsorral szórakoztatták a vendégeket, ezután Izabella díszes erszényeket ajándékozott testvéreinek és a feleségeiknek. Visszatérésük után Eduárd és Izabella lakomát rendeztek Londonban, amikor is Izabella észrevette, hogy a sógornőinek ajándékozott erszények két normann lovag, Gautier de Aunay és Philippe de Aunay birtokában vannak. Rögtön arra a következtetésre jutott, hogy a hercegnőkkel lehet viszonyuk, és valószínűleg azonnal tájékoztatta erről apját 1314-ben, amikor újra Franciaországban járt.
Fülöp rögtön megfigyelés alá helyezte a lovagokat, és a botrány kezdett körvonalazódni. Eszerint Blanka és Margit együtt evett, ivott és követett el házasságtörést a de Aunay fivérekkel a Nesle-toronyban. Ez a torony egy régi őrtorony volt a Szajna partján, ami 1308-ban lett a király tulajdona. A harmadik hercegnő, Johanna esetében eleinte csak az merült fel, hogy tudott a légyottokról és jelen is volt néha, de később őt is megvádolták azzal, hogy elkövette a bűnt.
A történészek körében nincs egyetértés a tekintetben, hogy a házasságtörés tényleg megtörtént-e. Izabella esetében felmerülhetett politikai motiváció is, ugyanis nemrég született meg fia, Eduárd, és akár úgy is gondolkodhatott, hogy sógornői félreálllításával egyszer majd az ő fia lesz a francia trónörökös. Mások ezt a vélekedést valószínűtlennek tartják, hiszen a három fivér közül bármelyikük is házasodott volna újra, ha született volna fiúörökös, akkor meghiúsította volna terveit. Egyes történészek szerint Fülöp kancellárja, a népszerűtlen Enguerrand de Marigny volt felelős, hogy rossz színben tüntesse fel a szereplőket.
A megfigyelés végeztével Fülöp gyorsan lépett: nyilvánosságra hozta az ügyet és az érintetteket letartóztatta. Egyes beszámolók szerint a fivérek megpróbáltak Angliába szökni, de a francia hatóságok elfogták őket. Mindketten beismerték a házasságtörést, amely felségsértésnek számított. Blanka és Margit a párizsi parlament előtt feleltek és bűnösnek találták őket is. A két nőnek leborotválták a haját és életfogytiglani börtönre ítélték őket. Johannát is perbe fogták, de őt végül ártatlannak nyilvánították.

## Következmények

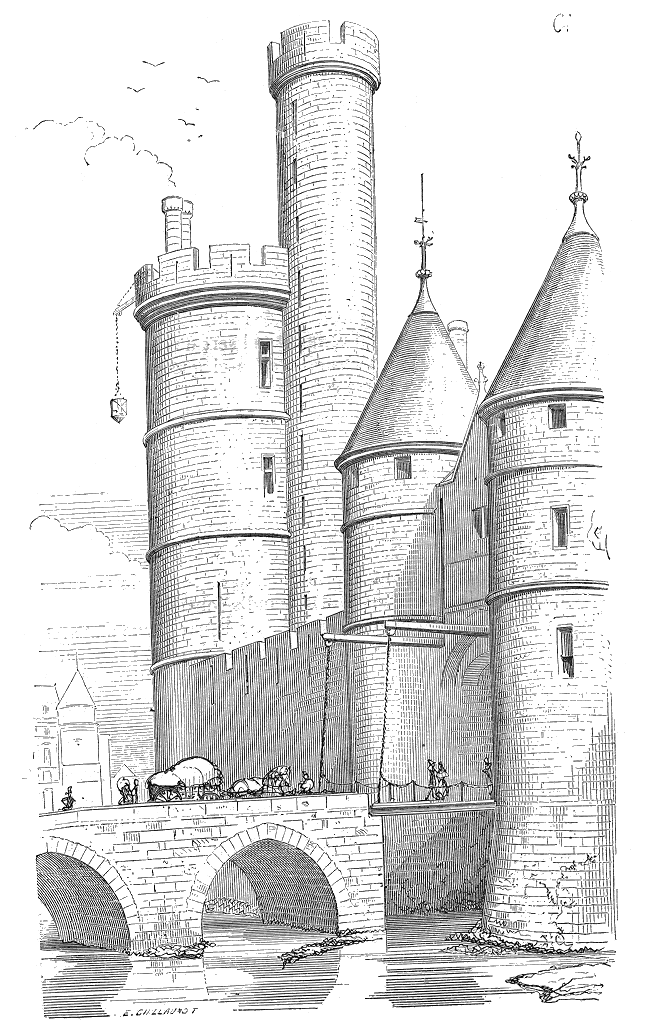
A Nesle-torony egy XIX. századi rajzon

A botrány eredményeképpen két hercegnőt bebörtönöztek, a szeretőiket pedig kivégezték. A történészek vélekedése szerint előbb brutális módon meg is kínozták őket: előbb kasztrálták, majd kerékbe törték őket, végül elevenen megnyúzták és felakasztották őket. Fülöpöt az egész eljárás nagyon rosszul érintette és minden bizonnyal hozzásegítette az év végén bekövetkező halálához. Izabellát eleinte elítélték azért, mert nem állt ki a sógornőiért, de ez később megváltozott. Az ő házassága is borzalmas volt, és egyes vélekedések szerint ő maga volt felelős férje, Eduárd király 1327-ben bekövetkezett haláláért.
Miután V. Kelemen pápa is ekkortájt halt meg, és a helyére a bíborosok egyszerűen képtelenek voltak új pápát választani, Lajos nem tudta érvényteleníttetni a házasságát Margittal. A nő a Château Gaillard-ban volt bebörtönözve, miközben Lajos X. Lajos néven trónra lépett. A koronázási ünnepséget követően azonban a börtönben sínylődő francia királynő tisztázatlan körülmények közepette meghalt augusztus 14-én. Öt nappal később Lajos feleségül vette Anjou Klemenciát, aki a nagybátyjának, Charles de Valois-nak az unokahúga volt. Egy év sem telt el, és Lajos is meghalt, egy különösen kimerítő teniszmeccset követően.
Johanna az ítélet kihirdetése után házi őrizetben volt Dourdan-ban, mert bár ártatlannak találták, a gyanú ott lebegett a feje felett. Férje, Fülöp azonban folyamatosan támogatta a nyilvánosság előtt, és végül azt is elérte, hogy felesége kiszabadulhasson. Nem egyértelmű, hogy miért viselkedett így, egyes elméletek szerint azért tette ezt, mert félt, hogy ha el kellene hagynia őt, akkor elveszítené Burgundiát, amely a házassága folytán neki jutott. Más elméletek szerint azonban egyszerűen csak ennyire szerelmes volt Johannába. Miután Lajos posztumusz született fia, János is meghalt, mindössze néhány napi uralkodás után, Fülöp lett a király, Johanna pedig a királynő. Fülöp halála után megörökölte Artois grófságát is és így halt meg 1330-ban.
Blanka egészen 1322-ig be volt börtönözve Château Gaillard-ban, amikor is férje, Károly lépett a trónra. Ő nem volt hajlandó csak úgy szabadon engedni őt, hanem először is érvénytelenné nyilváníttatta házasságukat, majd zárdába küldte. Blanka a következő évben meghalt.

## Utóhatások
A botrány komolyan megtépázta a nők megítélését a korabeli francia társadalomban. Ennek következménye volt az is, hogy az úgynevezett száli törvényt elkezdték úgy értelmezni, hogy a nők öröklését ki kell zárni a francia trónról. 1316-ban, X. Lajos váratlan halála után a Margittól született lánya, Johanna trónigénye mellett is sokan kiálltak, azonban a botrány hatására (és mert a házasságtörés miatt sokan a lány származását is megkérdőjelezték) a többség idegenkedni kezdett attól, hogy egy nő legyen az uralkodójuk. Így aztán Lajos öccse, Fülöp ragadta magához a hatalmat, eleinte csak mint régens a kiskorú János király mellett, majd a halálát követően mint király. Azonban Fülöp sem élt sokáig, és fiúörököse sem volt, ezért az öccse, Károly követte a trónon. Neki, hiába nősült újra, nem született fiúörököse, és csakhamar ő is meghalt. A száli törvény újabb értelmezési problémái miatt kérdésessé vált, ki lesz a francia trón örököse. A francia nemesek támogatásával Phillip de Valois nyilváníttatta magát királlyá VI. Fülöp néven, azonban III. Eduárd a saját anyja jogán szintén öröklési igénnyel lépett fel, amelynek a százéves háború lett a következménye.

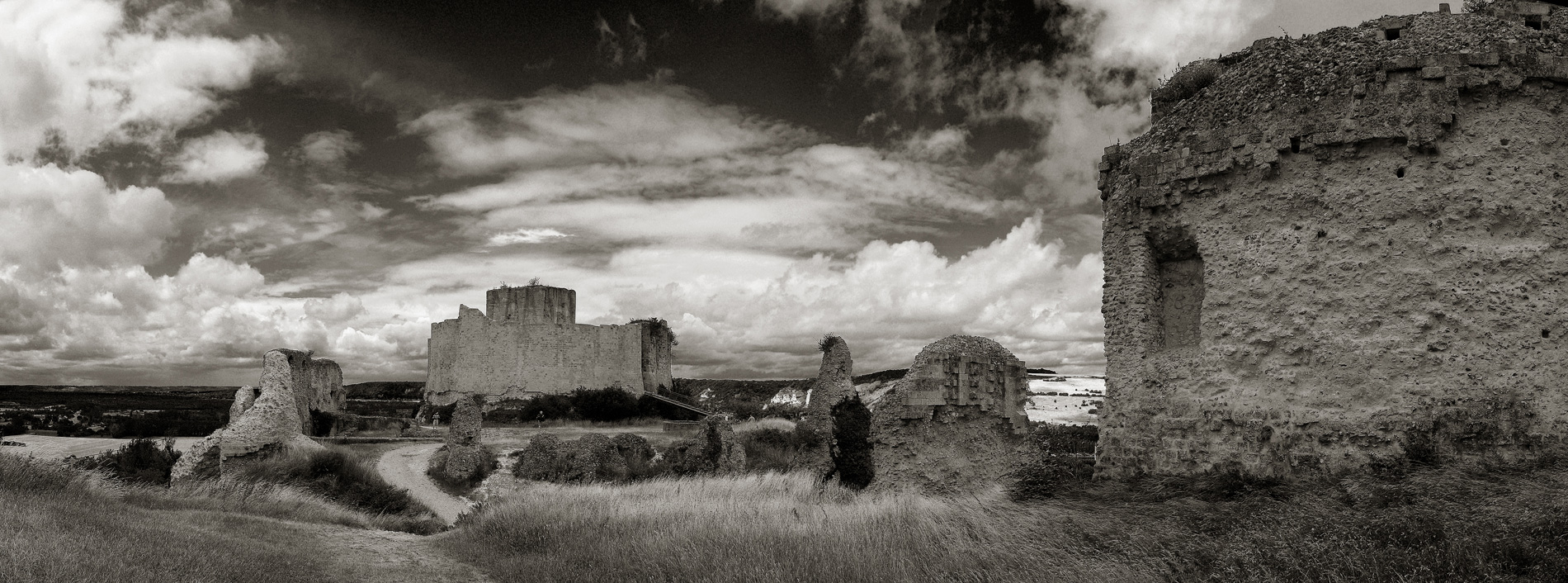
Château-Gaillard romjai

Az ügynek egész Európára kiható hatásai is voltak. A botrányt követően például gyakorlatlag eltűntek azok a történetek, amelyek házasságtörő királynőkről szóltak. Ez azt bizonyítja, hogy kevéssé lett elfogadott szórakoztató irodalmi műveket írni egy olyan témában, amely kivégzésekkel és bebörtönzésekkel végződött. A Nesle-tornyot 1665-ben lebontották, ma az Institut de France épülete áll a helyén.
A történet több írót is megihletett. Alexandre Dumas ebből írta a "Neslei torony" című színdarabját 1832-ben. Maurice Druon 1955-ös, "A Vaskirály" című kötetében némiképp kiszínezve, de meglehetős részletességgel vázolja fel a botrány történetét.

## Fordítás
Ez a szócikk részben vagy egészben  a   Tour de Nesle affair című angol Wikipédia-szócikk ezen változatának fordításán alapul.  Az eredeti cikk szerkesztőit annak laptörténete sorolja fel. Ez a jelzés csupán a megfogalmazás eredetét és a szerzői jogokat jelzi, nem szolgál a cikkben szereplő információk forrásmegjelöléseként.